# Port de Palma

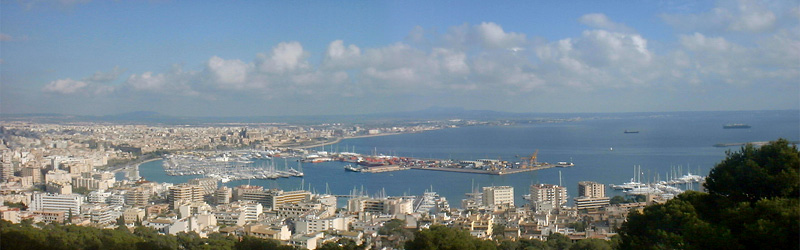
El Port de Palma.

El Port de Palma és el port principal de la dita ciutat i el més important de l'illa, i està format per un conjunt d'abrics naturals i artificials i d'instal·lacions per a l'embarcament i desembarcament de persones i mercaderies. Comprèn diverses zones, que van del Moll Vell (la Riba) fins a Portopí, dins la badia de Palma.

Contrasenya de la província marítima de Mallorca, a la qual pertany.

## Història

### Època precatalana
Antigament, abans de la fundació de la ciutat el 123 aC, a la desembocadura del Torrent de la Riera hi havia una cala, que arribava fins a l'actual plaça de les Tortugues o més enllà i que conformava un port natural prou atractiu perquè els romans decidissin de fundar allà la ciutat de Palma. Amb el temps, la ciutat va créixer i l'antiga cala va restar urbanitzada i inoperativa per les funcions de port: fou llavors que assumí la funció de port de la ciutat la cala de Portopí, a més de tres quilòmetres de la ciutat. Aquesta situació fou la que es trobà l'estol del Rei en Jaume quan el 1229 conquerí Madina Mayurqa.

### Edat mitjana i moderna
Els primers anys de domini aragonès de l'illa el port es mantengué a Portopí, però la llunyania d'aquest port feia palesa la necessitat de comptar amb unes instal·lacions que permetessin la descàrrega de mercaderies àgilment. Així, el 1270 es documenta un primer moll artificial davant la ciutat, però era petit i precari, de manera que el segle xiv els Jurats del Regne de Mallorca ordenaren la construcció d'una escullera (l'actual Moll Vell) que començava a la desembocadura de la Riera i acabava amb una fortificació, les obres del qual ja estan documentades el 1348.
Per altra part, el segle xiii la ciutat solament comptava amb unes drassanes, unes instal·lacions petites i precàries de propietat reial amb capacitat per cinc vaixells. Les dites drassanes es consideraven insuficients, i més quan els Jurats i el rei acordaren la construcció d'una armada; llavors es projectà unes noves drassanes, però no es dugueren a terme i la qüestió es resolgué quan Pere el Cerimoniós va cedir una part de les drassanes reials a la ciutat. D'altra banda, el 1394 es fundà el Col·legi de Mercaderia, que administrava les instal·lacions portuàries i promovia interessos comercials, i entre 1426 i 1447 es construí la Llonja, nucli de l'activitat dels pescadors, organitzats pel Col·legi dels Honorables Pescadors i per la Confraria de Sant Pere, patró dels pescadors i del barri veí del Puig de Sant Pere.
Ferran el Catòlic projectà un seguit d'inversions al port, que feren que el moll de la ciutat fos una alternativa definitiva a Portopí. El 1494 es documenten unes obres al moll que el 1503 ja havien acabat, però se'n documenten més el 1520. També es projectà un bastió al cap del moll, però restà inacabat i el 1581 fou demolit després que un temporal el deixàs en estat ruïnós. Ja dins el segle xvii es bastí una nova fortalesa al moll, dita de l'Avançada.

### Edat contemporània
A començament del segle xix començà una etapa de renovació i adaptació als nous temps. El 1810 començaren les obres d'ampliació de l'escullera, que acabaren el 1830, el 1813 s'enderrocà la fortalesa i el 1827 es bastí el Far de la Riba. El 1837 s'estrenà la primera línia regular de vapor de Palma a Barcelona, que comportà un augment significatiu del trànsit marítim i feu necessàries obres d'ampliació; encara més, la Conquesta d'Alger el 1830 i l'obertura del Canal de Suez el 1869 retornaren al Mediterrani la importància perduda de la descoberta d'Amèrica ençà. Així, Emili Pou s'encarregà d'un nou projecte de perllongar el moll, les obres del qual començaren el 1874 i duraren fins al segle xx, i que comportaren l'enderroc d'un tros de murada, el que anava del Bastió de Can Chacón al Bastió del Moll.
Més tard hom va construir el passeig de la Riba, un passeig elevat sobre el Moll Vell que arribava fins al far, i el 1931 s'inaugurà la línia que anava de l'Estació del Ferrocarril fins al Moll, en túnel per dins Palma, i que durà fins als anys seixanta. També es bastí el Moll de Sant Pere amb la llotja de pescadors i el Reial Club Nàutic de Palma (1947), el Dic de l'Oest (1942), el moll de la Ribera de Sant Carles (1944) i el Moll de Paraires (1954), a més de la base naval i la fertilitzadora. De la mà del Dic de l'Oest estava projectat un dic de l'Est, mai no realitzat.
Pel que fa a la gestió, el Col·legi de Mercaderia donà pas el 1800 al Reial Consolat de Mar i Terra, que cessà de la seva activitat el 1829 i fou substituït per la Junta de Comerç. La dècada dels cinquanta fou substituïda pel Ministeri de Foment i el 1872 es creà la Junta d'Obres del Port, que encara en manté l'administració.
Actualment, al Moll Vell hi atraquen solament els vaixells de mercaderies, mentre que els de passatgers, operats per les empreses de Baleària i Trasmediterránea, atraquen a Paraires i al Dic de l'Oest. Al Moll de Sant Pere s'hi troben les drassanes mentre que la zona entre Paraires i les Drassanes, de Can Barberà fins al Club Nàutic, conforma el port esportiu.

## Comunicacions
- Palma - Barcelona
- Palma - Eivissa - Dènia
- Palma - Formentera[3]
- Palma - Maó
- Palma - València